# Championnat d'Écosse de football 1958-1959
Navigation
Édition précédente Édition suivante
La 62e édition du championnat d'Écosse de football est remportée par le Rangers FC. C’est le 31e titre de champion du club de Glasgow. Les Rangers l’emportent avec 2 points d’avance sur Heart of Midlothian. Le Motherwell FC complète le podium.
Le système de promotion/relégation reste en place: descente et montée automatique, sans matchs de barrage pour les deux derniers de première division et les deux premiers de deuxième division. Queen of the South et Falkirk FC descendent en deuxième division. Ils sont remplacés pour la saison 1959/60 par Ayr United et Arbroath Football Club.
Avec 25 buts marqués chacun en 34 matchs,  Joe Baker de Hibernian FC remporte pour la première fois le classement des meilleurs buteurs du championnat.

## Les clubs de l'édition 1958-1959
| \| Aberdeen FC Glasgow · Celtic - Rangers - Partick Thistle Dundee FC Édimbourg · Heart - Hibernian Clyde FC Falkirk FC Motherwell FC Kilmarnock FC Saint Mirren Queen of the South Airdrieonians Fife : Dunfermline-Stirling Alb.-Raith Rovers \| Localisation des clubs engagés dans le championnat. |
| Aberdeen FC Glasgow · Celtic - Rangers - Partick Thistle Dundee FC Édimbourg · Heart - Hibernian Clyde FC Falkirk FC Motherwell FC Kilmarnock FC Saint Mirren Queen of the South Airdrieonians Fife : Dunfermline-Stirling Alb.-Raith Rovers                                                           |

| Club                               | Ville       |
| ---------------------------------- | ----------- |
| Aberdeen Football Club             | Aberdeen    |
| Airdrieonians Football Club        | Airdrie     |
| Celtic Football Club               | Glasgow     |
| Clyde Football Club                | Glasgow     |
| Dundee Football Club               | Dundee      |
| Dunfermline Athletic Football Club | Dunfermline |
| Heart of Midlothian Football Club  | Édimbourg   |
| Hibernian Football Club            | Leith       |
| Falkirk Football Club              | Falkirk     |
| Kilmarnock Football Club           | Kilmarnock  |
| Motherwell Football Club           | Motherwell  |
| Partick Thistle Football Club      | Glasgow     |
| Queen of the South Football Club   | Dumfries    |
| Raith Rovers Football Club         | Kirkcaldy   |
| Rangers Football Club              | Glasgow     |
| Saint Mirren Football Club         | Paisley     |
| Stirling Albion Football Club      | Stirling    |
| Third Lanark Athletic Club         | Glasgow     |

## Compétition

### Classement
Le classement est établi sur le barème de points classique (victoire à 2 points, match nul à 1, défaite à 0).
| Rang | Équipe                 | Pts | J  | G  | N  | P  | Bp | Bc  | Diff |
| ---- | ---------------------- | --- | -- | -- | -- | -- | -- | --- | ---- |
| 1    | Rangers FC             | 50  | 34 | 21 | 8  | 5  | 92 | 51  | +41  |
| 2    | Heart of Midlothian T  | 48  | 34 | 21 | 6  | 7  | 92 | 51  | +41  |
| 3    | Motherwell FC          | 44  | 34 | 18 | 8  | 8  | 83 | 50  | +33  |
| 4    | Dundee FC              | 41  | 34 | 16 | 9  | 9  | 61 | 51  | +10  |
| 5    | Airdrieonians          | 37  | 34 | 15 | 7  | 12 | 64 | 62  | +2   |
| 6    | Celtic FC              | 36  | 34 | 14 | 8  | 12 | 70 | 53  | +17  |
| 7    | Saint Mirren C         | 35  | 34 | 14 | 7  | 13 | 71 | 74  | -3   |
| 8    | Kilmarnock FC          | 34  | 34 | 13 | 8  | 13 | 58 | 51  | +7   |
| 9    | Partick Thistle FC     | 34  | 34 | 14 | 6  | 14 | 59 | 66  | -7   |
| 10   | Hibernian FC           | 32  | 34 | 13 | 6  | 5  | 68 | 70  | -2   |
| 11   | Third Lanark AC        | 32  | 34 | 11 | 10 | 13 | 74 | 83  | -9   |
| 12   | Stirling Albion FC P   | 30  | 34 | 11 | 8  | 15 | 54 | 64  | -10  |
| 13   | Aberdeen FC            | 29  | 34 | 12 | 5  | 17 | 63 | 66  | -3   |
| 14   | Raith Rovers           | 29  | 34 | 10 | 9  | 15 | 60 | 70  | -10  |
| 15   | Clyde FC               | 28  | 34 | 12 | 4  | 18 | 62 | 66  | -4   |
| 16   | Dunfermline Athletic P | 28  | 34 | 10 | 8  | 16 | 68 | 87  | -19  |
| 17   | Falkirk FC             | 27  | 34 | 10 | 7  | 17 | 58 | 79  | -21  |
| 18   | Queen of the South     | 18  | 34 | 6  | 6  | 22 | 38 | 101 | -63  |

| Légende : Qualifications et relégations | Légende : Qualifications et relégations                                |
| --------------------------------------- | ---------------------------------------------------------------------- |
|                                         | Champion d'Écosse. Qualifié pour la Coupe d'Europe des clubs champions |
|                                         | Relégation en deuxième division                                        |
|                                         | T : Tenant du titre C : Vainqueur de la Coupe d'Écosse P : Promus      |

## Bilan de la saison
| Tableau d'Honneur                |              |
| Compétition                      | Vainqueur    |
| Championnat d'Écosse de football | Rangers FC   |
| Coupe d'Écosse de football       | Saint Mirren |

| Promotions et relégations |                               |
| Promus                    | Ayr United Arbroath FC        |
| Relégués                  | Queen of the South Falkirk FC |

## Statistiques

### Meilleur buteur
1. Joe Baker, Hibernian FC, 25 buts